# Keremcem
Keremcem Dürük (Muğla, Turquía, 28 de diciembre de 1977) es un actor y cantautor turco de música pop y pop rock.

## Discografía
| Año  | Nombre         | Discográfica |
| ---- | -------------- | ------------ |
| 2004 | Eylül          | İrem Records |
| 2005 | Maia           | İrem Records |
| 2006 | Aşk Bitti      | İrem Records |
| 2008 | Ateşler İçinde | İrem Records |
| 2009 | Dokun          | İrem Records |
| 2011 | Hayata         | Pasaj Müzik  |
| 2013 | Keremcem       | Pasaj Müzik  |

## Filmografía
| Año  | Nombre de la producción | Tipo                        | Rol           |
| ---- | ----------------------- | --------------------------- | ------------- |
| 2005 | Kerem İle Aslı          | TV Movie                    | Kerem         |
| 2005 | Aşk Oyunu               | TV Series                   | Sarp Teksoy   |
| 2007 | İki Yabancı             | TV Series                   | Cem Arifoğlu  |
| 2007 | Avrupa Yakası           | TV Series                   | Kerem         |
| 2008 | Eliif                   | TV Series                   | Ahmet Karabey |
| 2008 | Proje 13                | Interactiva de la serie web |               |
| 2010 | Keskin Bıçak            | TV Series                   | Eren          |
| 2014 | O Hayat Benim           | TV Series                   | Ateş German   |
| 2016 | Aşk ve Mavi             | TV Series                   | --            |

## Doblaje
| Año  | Flim nombre                      | Doblaje              |  |
| ---- | -------------------------------- | -------------------- |  |
| 2006 | Çirkin Ördek Yavrusu ile Farecik | Çirkin Ördek Yavrusu |  |
| 2008 | Asteriks Olimpiyatlarda          |                      |  |

## Premios y honores
| Año  | Concurso                                   | Categoría                                              | Conclusión  |
| ---- | ------------------------------------------ | ------------------------------------------------------ | ----------- |
| 2005 | POPSAV Achievement Awards                  | El mejor pop masculino artista del                     | Ganado      |
| 2005 | 33. Altın Kelebek Ödülleri                 | El mejor pop masculino artista del año                 | Ganado      |
| 2005 | Future Gençlik ve Müzik Dergisi            | El mejor pop masculino artista del                     | Ganado      |
| 2006 | 13. Kral Tv Video Müzik Ödülleri           | Mejor Pop Artista Hombres"Aşk Bitti"                   | Ganado      |
| 2006 | Google Turquía                             | La mayoría de los sitios visitados"keremcem.com.tr"    | terceros    |
| 2006 | 10. İFA Ödülleri                           | Mejor Pop Artista Hombres                              | Ganado      |
| 2006 | NetBul Magazin                             | El mejor pop masculino estrella Turquía                | fue elegido |
| 2007 | Jetix                                      | El artista masculino más popular de Turquía            | Ganado      |
| 2007 | Walt Disney                                | HSM-2                                                  | Ganado      |
| 2008 | Yılın En Has Bilişimcileri -Kadir Has Üni- | En İyi Resmi Web Sitesi (Sanatçı)                      | Ganado      |
| 2009 | Algida Max                                 | En Sevilen Erkek Sanatçı                               | Ganado      |
| 2009 | Gerçek Pop                                 | La mejor banda de clip de vídeo "Sana Ferrari Gerekti" | Ganado      |
| 2010 | Ayaklı Gazete                              | El artista masculino más popular                       | fue elegido |
| 2010 | Magazin Plus                               | El mejor pop masculino artista del año                 | fue elegido |
| 2010 | Altın Kariyer Ödülleri -Muğla Üni.-        | El mejor masculino artista del Turquía                 | Ganado      |
| 2011 | Aka Koleji Yılın En İyileri                | Popstar del año                                        | Ganado      |
| 2012 | Ege Üniversitesi                           | Artista del año                                        | Ganado      |

## Videoclip
- Nerelere Gideyim
- Pardesü
- Kadife Kelepçe
- Ağlayalım Beraber
- Aşk Bir Oyun Olsada
- Küçük Bir Aşk Masalı
- Aşk Bitti
- Aman Aman
- Kalemin Fethi
- İçimdeki Müzsik Sensin
- Hayallerin Peşinde
- Sana Ferrari Gerekti
- İmtihan
- Son Bir Kez
- Yutkunamıyorum